# Kolarstwo na Letnich Igrzyskach Olimpijskich 1968
Kolarstwo na Letnich Igrzyskach Olimpijskich 1968 w Meksyku rozgrywane było w dniach 15–21 października. W zawodach wzięło udział 329 kolarzy z 52 krajów. Jedyny medal dla reprezentacji Polski zdobył Janusz Kierzkowski w wyścigu torowym na 1 km. Najlepszy wynik medalowy osiągnął Francuz Pierre Trentin, który zdobył 2 złote i 1 brązowy medal. Trasa indywidualnego wyścigu szosowego liczyła 196,2 km.

## Medaliści
| Konkurencja                             | Złoto                                                                    | Srebro                                                                             | Brąz                                                                                   |
| kolarstwo szosowe                       |                                                                          |                                                                                    |                                                                                        |
| Wyścig indywidualny ze startu wspólnego | Pierfranco Vianelli                                                      | Leif Mortensen                                                                     | Gösta Pettersson                                                                       |
| Drużynowa jazda na czas                 | Holandia · Fedor den Hertog · Jan Krekels · René Pijnen · Joop Zoetemelk | Szwecja · Tomas Pettersson · Erik Pettersson · Gösta Pettersson · Sture Pettersson | Włochy · Giovanni Bramucci · Vittorio Marcelli · Mauro Simonetti · Pierfranco Vianelli |
| kolarstwo torowe                        |                                                                          |                                                                                    |                                                                                        |
| Sprint                                  | Daniel Morelon                                                           | Giordano Turrini                                                                   | Pierre Trentin                                                                         |
| Tandemy                                 | Francja · Daniel Morelon, Pierre Trentin                                 | Holandia · Jan Jansen, Leijn Loevesijn                                             | Belgia · Daniel Goens, Robert Van Lancker                                              |
| Wyścig drużynowy na dochodzenie         | Dania · G. Asmussen, P. Pedersen, · R. Olsen, M. Frey                    | RFN · K. Link, U. Hempel, · K. Henrichs, J. Kissner                                | Włochy · L. Roncaglia, L. Bosisio, · C. Chemello, G. Morbiato                          |
| Wyścig indywidualny na dochodzenie      | Daniel Rébillard                                                         | Mogens Frey                                                                        | Xaver Kurmann                                                                          |
| 1 km na czas                            | Pierre Trentin                                                           | Niels Fredborg                                                                     | Janusz Kierzkowski                                                                     |

### Kolarstwo szosowe

#### Wyścig ze startu wspólnego – indywidualnie
| Miejsce | Państwo  | Zawodnik            | Czas         |
| ------- | -------- | ------------------- | ------------ |
| 1.      | Włochy   | Pierfranco Vianelli | 4:41:25.24 h |
| 2.      | Dania    | Leif Mortensen      | 4:42:49.71 h |
| 3.      | Szwecja  | Gösta Pettersson    | 4:43:15.24 h |
| 4.      | Francja  | Stéphan Abrahamian  | 4:43:36.54 h |
| 5.      | Holandia | René Pijnen         | 4:43:36.81 h |
| 6.      | Belgia   | Jean-Pierre Monseré | 4:43:51.77 h |
| 7.      | Szwecja  | Tomas Pettersson    | 4:43:58.01 h |
| 8.      | Włochy   | Giovanni Bramucci   | 4:43:58.19 h |

#### Drużynowa jazda na czas
| Miejsce | Państwo   | Zawodnik                                                                   | Czas         |
| ------- | --------- | -------------------------------------------------------------------------- | ------------ |
| 1.      | Holandia  | Fedor den Hertog Jan Krekels René Pijnen Joop Zoetemelk                    | 2:07:49.06 h |
| 2.      | Szwecja   | Tomas Pettersson Erik Pettersson Gösta Pettersson Sture Pettersson         | 2:09:26.60 h |
| 3.      | Włochy    | Giovanni Bramucci Vittorio Marcelli Mauro Simonetti Pierfranco Vianelli    | 2:10:18.74 h |
| 4.      | Dania     | Verner Blaudzun Jørgen Emil Hansen Ole Højlund Pedersen Leif Mortensen     | 2:12:41.41 h |
| 5.      | Norwegia  | Thorleif Andresen Ørnulf Andresen Tore Milsett Leif Yli                    | 2:14:32.85 h |
| 6.      | Polska    | Jan Magiera Zenon Czechowski Marian Kegel Andrzej Bławdzin                 | 2:14:40.98 h |
| 7.      | Argentyna | Juan Alberto Merlos Carlos Miguel Álvarez Roberto Breppe Ernesto Contreras | 2:15:34.24 h |
| 8.      | RFN       | Burkhard Ebert Jürgen Tschan Ortwin Czarnowski Dieter Koslar               | 2:15:37.25 h |

### Kolarstwo torowe

#### Sprint
| Miejsce | Państwo  | Zawodnik         |
| ------- | -------- | ---------------- |
| 1.      | Francja  | Daniel Morelon   |
| 2.      | Włochy   | Giordano Turrini |
| 3.      | Francja  | Pierre Trentin   |
| 4.      | ZSRR     | Omar Pchakadze   |
| 5.      | NRD      | Jürgen Barth     |
| 5.      | Holandia | Jan Jansen       |
| 5.      | Holandia | Leijn Loevesijn  |
| 5.      | Włochy   | Dino Verzini     |

#### Tandemy
| Miejsce | Państwo        | Zawodnik                          |
| ------- | -------------- | --------------------------------- |
| 1.      | Francja        | Daniel Morelon Pierre Trentin     |
| 2.      | Holandia       | Jan Jansen Leijn Loevesijn        |
| 3.      | Belgia         | Daniel Goens Robert Van Lancker   |
| 4.      | Włochy         | Walter Gorini Luigi Borghetti     |
| 5.      | RFN            | Klaus Kobusch Martin Stenzel      |
| 5.      | NRD            | Werner Otto Hans-Jürgen Geschke   |
| 5.      | Czechosłowacja | Ivan Kučírek Miloš Jelínek        |
| 5.      | ZSRR           | Ihor Cełowalnykow Imants Bodnieks |

#### Drużynowo na dochodzenie
| Miejsce | Państwo        | Zawodnik                                                              |
| ------- | -------------- | --------------------------------------------------------------------- |
| 1.      | Dania          | Gunnar Asmussen Reno Olsen Mogens Frey Peder Pedersen                 |
| 2.      | RFN            | Udo Hempel Karl Link Karl-Heinz Henrichs Jürgen Kissner               |
| 3.      | Włochy         | Lorenzo Bosisio Cipriano Chemello Luigi Roncaglia Giorgio Morbiato    |
| 4.      | ZSRR           | Dzintars Lācis Stanisław Moskwin Władimir Kuzniecow Michaił Koluszew  |
| 5.      | Belgia         | Ernest Bens Ronny Vanmarcke Willy Debosscher Paul Crapez              |
| 5.      | Czechosłowacja | Jiří Daler Pavel Kondr Milan Puzrla František Řezáč                   |
| 5.      | Francja        | Bernard Darmet Daniel Rébillard Jack Mourioux Alain van Lancker       |
| 5.      | Polska         | Wojciech Matusiak Janusz Kierzkowski Wacław Latocha Rajmund Zieliński |

#### Indywidualnie na dochodzenie
| Miejsce | Państwo    | Zawodnik          |
| ------- | ---------- | ----------------- |
| 1.      | Francja    | Daniel Rébillard  |
| 2.      | Dania      | Mogens Frey       |
| 3.      | Szwajcaria | Xaver Kurmann     |
| 4.      | Australia  | John Bylsma       |
| 5.      | Włochy     | Cipriano Chemello |
| 5.      | Belgia     | Paul Crapez       |
| 5.      | RFN        | Rupert Kratzer    |
| 5.      | Meksyk     | Radamés Treviño   |

#### 1 km na czas
| Miejsce | Państwo           | Zawodnik           | Czas      |
| ------- | ----------------- | ------------------ | --------- |
| 1.      | Francja           | Pierre Trentin     | 1:03.91 h |
| 2.      | Dania             | Niels Fredborg     | 1:04.61 h |
| 3.      | Polska            | Janusz Kierzkowski | 1:04.63 h |
| 4.      | Włochy            | Gianni Sartori     | 1:04.65 h |
| 5.      | Trynidad i Tobago | Roger Gibbon       | 1:04.66 h |
| 6.      | Holandia          | Leijn Loevesijn    | 1:04.84 h |
| 7.      | Kanada            | Jocelyn Lovell     | 1:05.18 h |
| 8.      | ZSRR              | Siergiej Krawcow   | 1:05.21 h |

## Klasyfikacja medalowa
| #  | Reprezentacja | Złoto | Srebro | Brąz | Razem |
| -- | ------------- | ----- | ------ | ---- | ----- |
| 1. | Francja       | 4     | 0      | 1    | 5     |
| 2. | Dania         | 1     | 3      | 0    | 4     |
| 3. | Włochy        | 1     | 1      | 2    | 4     |
| 4. | Holandia      | 1     | 1      | 0    | 2     |
| 5. | Szwecja       | 0     | 1      | 1    | 2     |
| 6. | RFN           | 0     | 1      | 0    | 1     |
| 7. | Belgia        | 0     | 0      | 1    | 1     |
|    | Polska        | 0     | 0      | 1    | 1     |
|    | Szwajcaria    | 0     | 0      | 1    | 1     |